# 鳥取三津子
鳥取 三津子（とっとり みつこ、1964年（昭和39年）12月31日 - ）は、日本の経営者、元客室乗務員。日本航空（JAL）代表取締役社長。

## 経歴
福岡県久留米市出身。福岡県立伝習館高等学校、活水女子短期大学英文科卒業。1985年4月、東亜国内航空（TDA、後のJAS・日本エアシステム）に客室乗務員として入社。同年8月に御巣鷹山の日航ジャンボ機墜落事故があり、安全への意識を強めた。1988年には定期国際線への進出に伴い国際線担当の乗務員となる。JALとJAS合併の際は客室乗務員ではなく、安全関連の業務を担当し両社の客室乗務員の安全マニュアルの再編に携わった。2015年5月、成田第1客室乗員部第2客室乗員室長。16年5月、成田第2客室乗員部長。19年4月、野見山エアライン客室安全推進部長。20年4月、執行役員客室本部長。23年4月、専務執行役員、カスタマー・エクスペリエンス本部長、ブランドコミュニケーション担当。23年6月、代表取締役専務執行役員。
2024年4月、代表取締役社長グループCEOに就任。女性ならびに短大卒で、旧JAS・客室乗務員出身者が同社社長を務めるのは初となる。

## 人物
早く社会に出たいという思いから2年制の短期大学への進学を選択した。授業が厳しく、バレーボール部にも所属していたことから遊ぶ時間はほとんどなかった。しかし、部活をやりとおしたことが仕事に必要な準備と継続を身に付けることにつながったと感じている。西日本支社長（執行役員）の宮坂久美子、社長直下で運航を管理する総責任者（ミッションディレクター）の香取美映子も短大の同級生にあたる。
短大での就職活動時にはサービス業を考えていなかったものの、面接に向けての航空機での移動時に東亜国内航空の客室乗務員の仕事ぶりに心を動かされ航空業界への志向を高めることとなり東亜国内航空への入社を決める形となった。

## 出演
- 栗山英樹ザ・トップインタビュー「日本航空社長 鳥取三津子」（2024年8月31日、NHK）[11]